# Halichoeres melanurus
Halichoeres melanurus е вид лъчеперка от семейство Labridae.

## Разпространение
Видът е разпространен в Австралия, Американска Самоа, Вануату, Виетнам, Индонезия, Кирибати, Малайзия, Маршалови острови, Микронезия, Науру, Нова Каледония, Палау, Папуа Нова Гвинея, Провинции в КНР, Самоа, Соломонови острови, Тайван, Тайланд, Тонга, Тувалу, Уолис и Футуна, Фиджи, Филипини и Япония.